# 黑部宇奈月溫泉站
黑部宇奈月溫泉站 （日语：／ Kurobe-unazuki-onsen eki */?）是屬於西日本旅客鐵道（JR西日本）北陸新幹線上的鐵路車站，位於日本富山縣黑部市若栗。富山地方鐵道本線在新幹線車站旁邊亦設有新黑部站，供新幹線乘客可在此轉乘前往宇奈月溫泉或周邊區域。但新黑部站為獨立的站房，與新幹線車站之間需站外轉乘，並需要跨越14號縣道。

## 歷史
1993年北陸新幹線決定在黑部市設置新幹線車站，最初名稱暫定為「新黑部車站」，直到2013年才選定配合附近的宇奈月溫泉定名為「黑部宇奈月溫泉車站」；同一時期，為方便乘客轉乘，黑部市政府與富山地方鐵道也在2011年決定在富山地方鐵道本線和北陸新幹線設立新車站，但考量到在同一條鐵路上已有宇奈月溫泉車站，為避免名稱的混淆，富山地方鐵道在此的新站名稱決定不使用新幹線車站的名稱，而是命名為「新黑部車站」。
兩座車站在2015年完工，並隨著北陸新幹線長野車站至金澤車站之間路段的通車而開始營運。

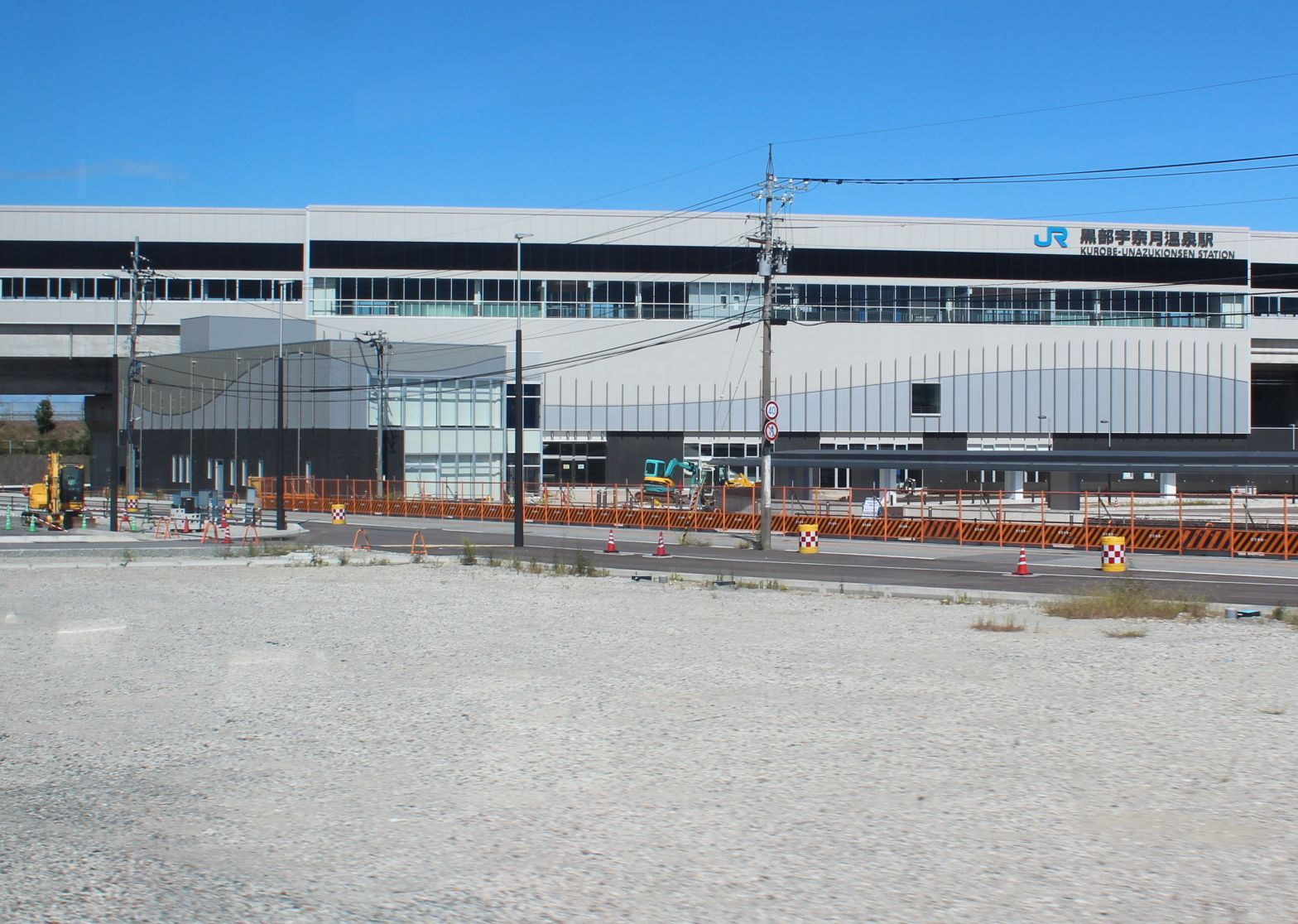
未開始營運前的站房，車站主體已建成 (2014年9月)

## 車站結構

### JR西日本 黑部宇奈月溫泉站
本站屬高架車站設計，地面一樓為車站大廳，並設有自動售票機、休息室、綠窗口及自動驗票閘口。二樓為通過樓層，但扶手電梯並不停靠。三樓則為月台層，為為2面2線的高架側式月台，可對應12節編組列車。
月台上設有半截式的月台閘門，由於沒有避讓線，但「光輝號」又不在此停靠，所以採用如新青森站的設計，閘門及安全圍欄皆採用全閉封式設計，而非東北新幹線沿線慣常採用的欄杆式閘門。

#### 月台配置

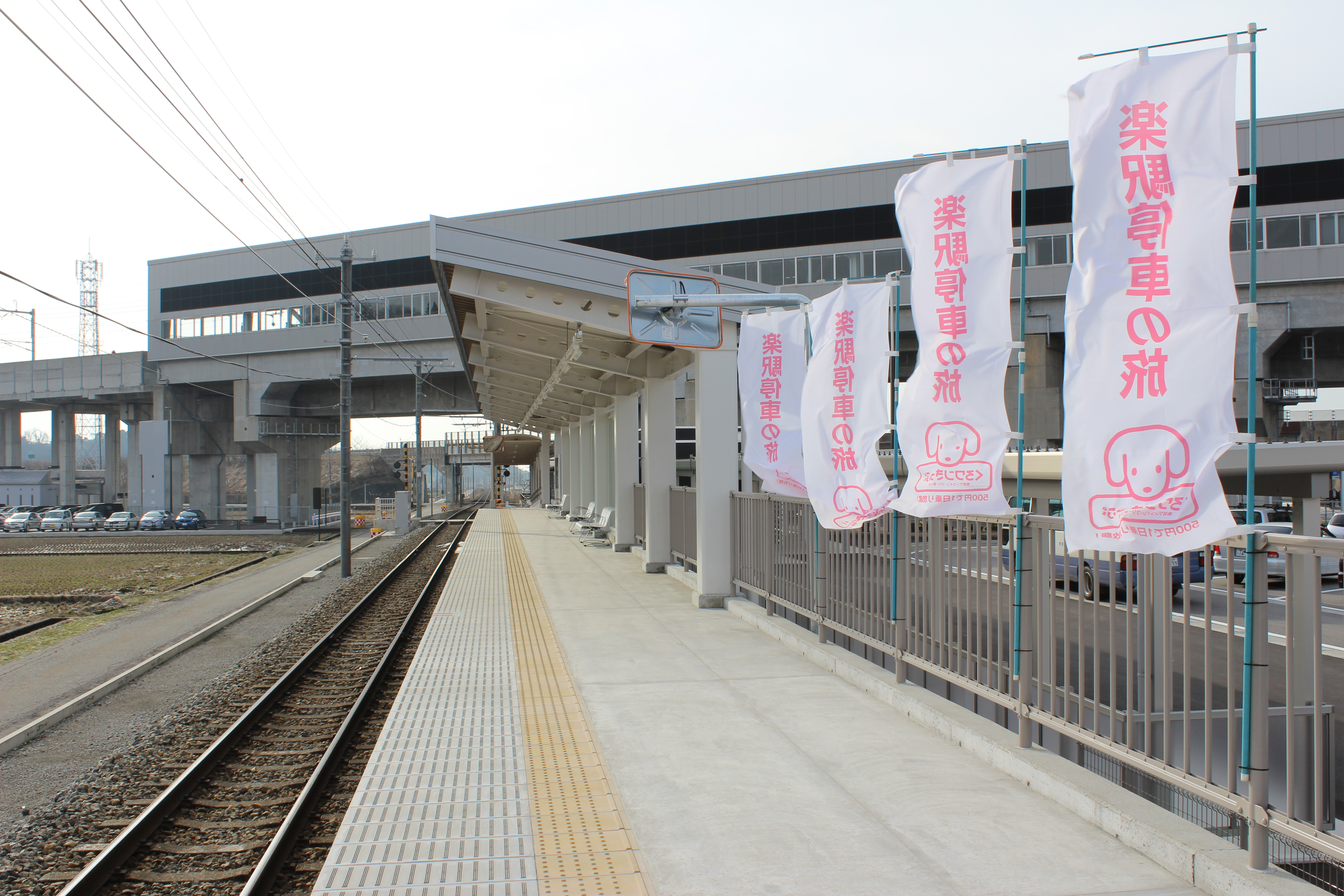
月台 (2015年3月)

| 月台 | 路線       | 方向 | 目的地           |
| ---- | ---------- | ---- | ---------------- |
| 1    | 北陸新幹線 | 上行 | 往長野、東京方向 |
| 2    | 北陸新幹線 | 下行 | 往金澤、敦賀方向 |

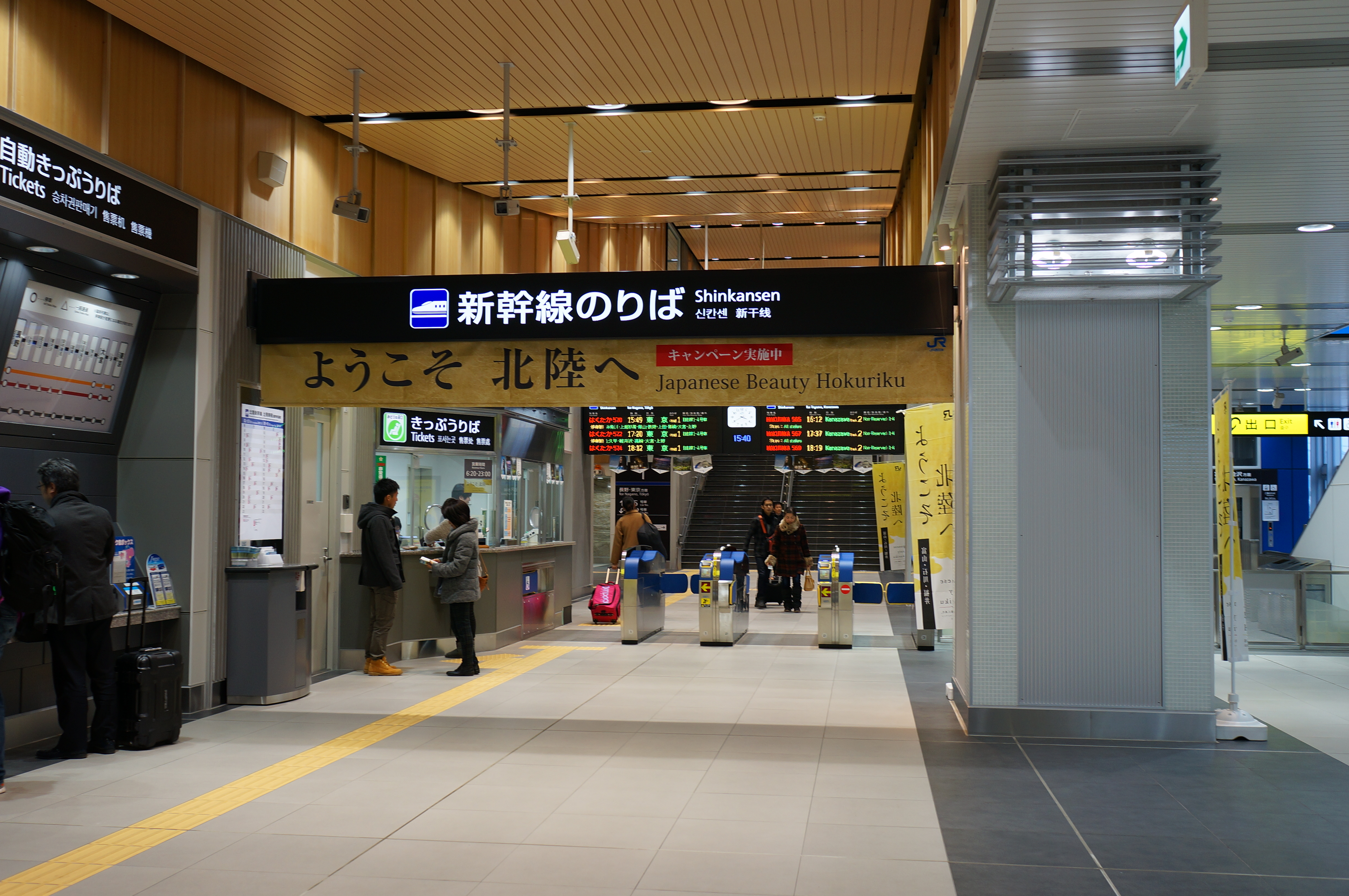
驗票口(2015年12月)
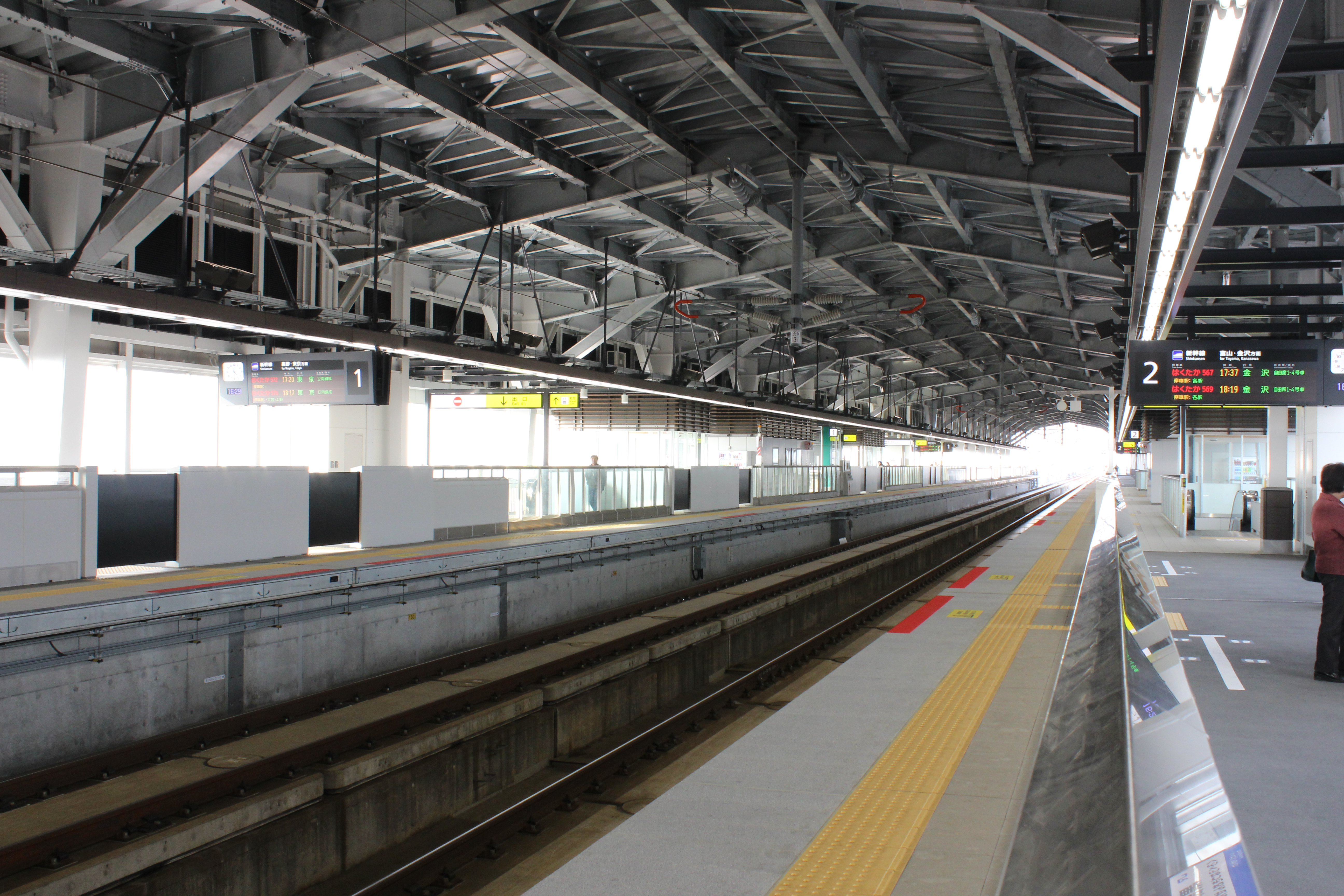
1號與2號月台(2015年3月)

### 富山地方鐵道 新黑部站
本站位於新幹線東口的南側，相距約70米，車站編號為T31，與新幹線站房之間透過蓋通道連接，但需跨越14號縣道。
由於在同一條鐵路上已有宇奈月溫泉站，故富山地方鐵道為免引起混淆，直接採用原本在規劃時段暫時使用的「新黑部站」作為名稱，而不跟隨JR西日本的車站名稱。
此站的站房為以鋼構築成的單層平房式建築。左側為洗手間，右側為候車大廳，並附有候車座椅、旅遊資訊角落及旅遊資訊電視等，其中旅遊資訊角落有由正職員擔任的旅遊大使的服務角，向旅客提供宇奈月溫泉一帶的資訊。雖然站房設有正職員的旅遊大使，但櫃位只販售來往本站及宇奈月溫泉站的來回普通車票，並不發售單程車票，亦不設有自動售票機，乘客只能在上車後拿取乘車劵，因此車站等級仍屬無人站。不過仍不提供發售其他類型車票。
月台位於站房東側，設有1面1線的側式月台，長85米，有效長度為4輛。樓梯及無障礙斜道出入口都設於向長屋方向的月台末端，而其中約一半的部分有加裝了月台上蓋。設有上蓋月台部份，背面加裝了透明玻璃板，並且附有候車座椅。

#### 月台配置
| 路線  | 方向 | 目的地                                      | 備註 |
| ----- | ---- | ------------------------------------------- | ---- |
| ■本線 | 下行 | 往舌山、宇奈月溫泉方向                      |      |
| ■本線 | 上行 | 往新魚津、電鐵富山方向，經■立山線往立山方向 |      |

- 月台 (2015年3月)

## 相鄰車站
西日本旅客鐵道（JR西日本）
北陸新幹線
糸魚川－黑部宇奈月溫泉－富山
富山地方鐵道
■本線
特急「宇奈月」、「黑部」、「阿爾卑斯」
電鐵黑部（T27）－新黑部（T31）－宇奈月溫泉（T41）
快速急行（只限上行）、急行、普通
長屋（T30）－新黑部（T31）－舌山（T32）

## 外部連結
- 「黑部市民會議」，由黑部商工會議所所開設介紹黑部宇奈月温泉站及周邊的網頁。 （页面存档备份，存于）
- 富山地方鐵道新黑部站公式網頁。 （页面存档备份，存于）（日語）